# Domenico Mordini
Domenico Mordini (ur. 7 kwietnia 1898 w Genui, zm. 12 marca 1948 tamże) – włoski żeglarz sportowy, medalista olimpijski.
Podczas letnich igrzysk olimpijskich w Berlinie (1936) zdobył, wspólnie z Giovannim Reggio, Bruno Bianchim, Luigi De Manincorem, Enrico Poggim i Luigi Poggim, złoty medal w żeglarskiej klasie 8 metrów.
Domenico Mordini był włoskim żeglarzem pochodzącym z klasy robotniczej, w przeciwieństwie do innych żeglarzy tamtych czasów, którzy wywodzili się z marynarki wojennej. Po wielu latach żeglowania na różnych łodziach, Mordini, nazywany przez innych żeglarzy "U Menegu", został wybrany do drużyny olimpijskiej pod naciskiem Narodowej Partii Faszystowskiej, która chciała, aby na olimpiadzie wystąpił przedstawiciel "włoskiego ludu".